# Hà Hùng Cường
Hà Hùng Cường (sinh năm 1953 tại xã Việt Xuân, huyện Vĩnh Tường, tỉnh Vĩnh Phúc). Ông nguyên là Ủy viên Ban Chấp hành Trung ương Đảng khóa X, XI, nguyên Bộ trưởng Bộ Tư pháp Việt Nam, Đại biểu Quốc hội Việt Nam khóa XII, XIII.

## Tiểu sử
- Tháng 9/1971 tháng tháng 7/1976: Sinh viên khoa Luật quốc tế, Trường Đại học Quan hệ quốc tế Mát-xcơ-va, Liên Xô[2].
- Tháng 10/1976 tháng tháng 9/1981: Cán bộ giảng dạy rồi Phó Chủ nhiệm Khoa Luật quốc tế, Trường Đại học Luật Hà Nội; Bí thư Đoàn trường.
- Tháng 9/1981 - tháng 9/1982: Học tiếng Anh tại Đại học Ngoại ngữ Hà Nội[2].
- Tháng 10/1982 tháng tháng 3/1986: Nghiên cứu sinh tại Viện Nhà nước và Pháp luật thuộc Viện Hàn lâm khoa học Liên Xô. Ông bảo vệ luận án tiến sĩ với đề tài "Trách nhiệm pháp lý quốc tế của Hoa Kỳ vì cuộc xâm lăng chống lại Việt Nam" vào tháng 11 năm 1985.[3]
- Tháng 7/1986 tháng tháng 6/1998: Phó Vụ trưởng; quyền Vụ trưởng rồi Vụ trưởng Vụ Pháp luật quốc tế và Hợp tác Quốc tế, Bộ Tư pháp.
- Tháng 6/1998 tháng tháng 3/2003: Ủy viên Ban Cán sự đảng, Thứ trưởng Bộ Tư pháp rồi Thứ trưởng Thường trực Bộ Tư pháp; Ủy viên Ban Thường vụ Hội Luật gia Việt Nam.
- Tháng 3/2003 đến tháng 1/2005: Luân chuyển làm Phó Bí thư Tỉnh ủy Quảng Bình.
- Tháng 1/2005 đến tháng 8/2007: Quyền Bí thư rồi Bí thư Tỉnh ủy Quảng Bình.
- Tại Đại hội Đại biểu toàn quốc lần thứ X của Đảng được bầu vào Ban Chấp hành Trung ương Đảng.
- Từ tháng 8/2007 đến 04/2016: Ủy viên Trung ương Đảng, Bí thư Ban Cán sự đảng, Bộ trưởng Bộ Tư pháp, đại biểu Quốc hội khóa XII.
- Tại Đại hội Đại biểu toàn quốc lần thứ XI của Đảng được bầu vào Ban Chấp hành Trung ương Đảng; đại biểu Quốc hội khóa XIII.
- Tại Kỳ họp thứ nhất Quốc hội Khóa XIII, được Quốc hội phê chuẩn tiếp tục làm Bộ trưởng Bộ Tư pháp[2].
- Từ ngày 08 tháng 04 năm 2016, Tại Kỳ họp thứ 11 Quốc hội Khóa XIII, được Quốc hội miễn nhiệm chức Bộ trưởng Bộ Tư pháp.
- Ngày 26 tháng 10 năm 2019, Ông Hà Hùng Cường, nguyên Ủy viên TW Đảng, nguyên Bộ trưởng Bộ Tư pháp, được tín nhiêm bầu là Chủ tịch Quỹ Hoà bình và Phát triển Việt Nam (Quỹ) khoá IV, nhiệm kỳ 2019-2024.

## Câu nói
"Việt Nam có hệ thống pháp luật phức tạp nhất thế giới"